# Robert Todd Carroll
Robert Todd Carroll , Ph.D. (18. května 1945 – 25. srpna 2016) byl americký akademik, spisovatel a skeptik. Napsal několik knih a skeptických esejí, ale známým se stal zejména po otevření své webové stránky Skeptic's Dictionary v roce 1994, kterou udržoval až do své smrti.